# Menouthias
L'île Menouthias (grec ancien : Μενουθιάς) est une île mentionnée dans le Périple de la mer Érythrée.  On l'identifie souvent à l'île de Pemba, à l'île de Mafia ou à Zanzibar en Tanzanie ou en Afrique de l'Est.
Avec Rhapta et Azania, l'île est mentionnée dans le Périple, paragraphes 15 et 16, qui décrit Rhapta comme « le dernier marché d'Azania », à deux jours de voyage au sud de l'île Menouthias.